# 2020-as európai Le Mans-széria
A 2020-as európai Le Mans-széria a sorozat 17. idénye volt. A szezon a Automobile Club de l'Ouest (ACO) szervezésével került megrendezésre. A sorozatban Le Mans és GT-tipusú autók vettek részt.
A szezon eredetileg április 5-én indult volna a Circuit de Barcelona-Catalunya versenypályán és október 25-én fejeződött volna be az Algarve International Circuit aszfaltcsíkján, azonban a koronavírus-járvány következtében jelentős mértékben módsult a versenynaptár összetétele. Ennek értelmében a szezon július 19-én indult el a Circuit Paul Ricardon és az eredetileg tervezett helyen ért véget november 1-jén.
| Bajnokok  | Bajnokok               | Bajnokok                                          |
| Kategória | Csapat                 | Versenyzők                                        |
| --------- | ---------------------- | ------------------------------------------------- |
| LMP2      | #22 United Autosports  | Filipe Albuquerque Philip Hanson                  |
| LMP3      | #2 United Autosports   | Wayne Boyd Tom Gamble Robert Wheldon              |
| LMGTE     | #77 Proton Competition | Michele Beretta Alessio Picariello Christian Ried |

## Versenynaptár
| Forduló           | Verseny                          | Pálya                          | Pályarajz | Dátum         |
| ----------------- | -------------------------------- | ------------------------------ | --------- | ------------- |
| 1                 | Le Castelleti 4 órás autóverseny | Circuit Paul Ricard            |           | július 19.    |
| 2                 | Spái 4 órás autóverseny          | Circuit de Spa-Francorchamps   |           | augusztus 9.  |
| 3                 | Le Castellet 240                 | Circuit Paul Ricard            |           | augusztus 29. |
| 4                 | Monzai 4 órás autóverseny        | Autodromo Nazionale di Monza   |           | október 11.   |
| 5                 | Portimãoi 4 órás autóverseny     | Algarve International Circuit  |           | november 1.   |
| Törölt versenyek: |                                  |                                |           |               |
| –                 | Silverstone-i 4 órás autóverseny | Silverstone Circuit            |           | szeptember 5. |
| –                 | Barcelonai 4 órás autóverseny    | Circuit de Barcelona-Catalunya |           | augusztus 29. |

## Csapatok és versenyzők

### LMP2
| Csapat                                              | Kasztni        | Abroncs | #  | Versenyzők                | Forduló  |
| --------------------------------------------------- | -------------- | ------- | -- | ------------------------- | -------- |
| High Class Racing                                   | Oreca 07       | M       | 20 | Dennis Andersen           | összes   |
| High Class Racing                                   | Oreca 07       | M       | 20 | Anders Fjordbach          | összes   |
| DragonSpeed with Racing Engineering DragonSpeed USA | Oreca 07       | M       | 21 | Ben Hanley                | 1–3      |
| DragonSpeed with Racing Engineering DragonSpeed USA | Oreca 07       | M       | 21 | Memo Rojas                | 1–3      |
| DragonSpeed with Racing Engineering DragonSpeed USA | Oreca 07       | M       | 21 | Ryan Cullen               | 1–2      |
| DragonSpeed with Racing Engineering DragonSpeed USA | Oreca 07       | M       | 21 | Timothé Buret             | 3        |
| DragonSpeed with Racing Engineering DragonSpeed USA | Oreca 07       | M       | 27 | Ben Hanley                | 4        |
| DragonSpeed with Racing Engineering DragonSpeed USA | Oreca 07       | M       | 27 | Henrik Hedman             | 4        |
| DragonSpeed with Racing Engineering DragonSpeed USA | Oreca 07       | M       | 27 | Charles Milesi            | 4        |
| United Autosports                                   | Oreca 07       | M       | 22 | Filipe Albuquerque        | összes   |
| United Autosports                                   | Oreca 07       | M       | 22 | Philip Hanson             | összes   |
| United Autosports                                   | Oreca 07       | M       | 32 | Alex Brundle              | összes   |
| United Autosports                                   | Oreca 07       | M       | 32 | Will Owen                 | összes   |
| United Autosports                                   | Oreca 07       | M       | 32 | Job van Uitert            | összes   |
| Algarve Pro Racing                                  | Oreca 07       | G       | 24 | Henning Enqvist           | összes   |
| Algarve Pro Racing                                  | Oreca 07       | G       | 24 | Jon Lancaster             | összes   |
| Algarve Pro Racing                                  | Oreca 07       | G       | 24 | Loïc Duval                | 1–3, 5   |
| Algarve Pro Racing                                  | Oreca 07       | G       | 24 | Arjun Maini               | 4        |
| Algarve Pro Racing                                  | Oreca 07       | G       | 25 | Arjun Maini               | 5        |
| Algarve Pro Racing                                  | Oreca 07       | G       | 25 | Gabriel Aubry             | összes   |
| Algarve Pro Racing                                  | Oreca 07       | G       | 25 | John Falb                 | összes   |
| Algarve Pro Racing                                  | Oreca 07       | G       | 25 | Simon Trummer             | 1-4      |
| G-Drive Racing                                      | Aurus 01       | M       | 26 | Mikkel Jensen             | összes   |
| G-Drive Racing                                      | Aurus 01       | M       | 26 | Roman Ruszinov            | összes   |
| G-Drive Racing                                      | Aurus 01       | M       | 26 | Nyck de Vries             | 1, 4–5   |
| G-Drive Racing                                      | Aurus 01       | M       | 26 | Jean-Éric Vergne          | 3        |
| IDEC Sport                                          | Oreca 07       | M       | 28 | Richard Bradley           | összes   |
| IDEC Sport                                          | Oreca 07       | M       | 28 | Paul Lafargue             | összes   |
| IDEC Sport                                          | Oreca 07       | M       | 28 | Paul-Loup Chati           | 1–3, 5   |
| IDEC Sport                                          | Oreca 07       | M       | 28 | Nicolas Minassian         | 4        |
| Duqueine Team                                       | Oreca 07       | M       | 30 | Tristan Gommendy          | összes   |
| Duqueine Team                                       | Oreca 07       | M       | 30 | Jonathan Hirschi          | összes   |
| Duqueine Team                                       | Oreca 07       | M       | 30 | Konsztantyin Tyerescsenko | összes   |
| Panis Racing                                        | Oreca 07       | G       | 31 | Julien Canal              | összes   |
| Panis Racing                                        | Oreca 07       | G       | 31 | Nico Jamin                | összes   |
| Panis Racing                                        | Oreca 07       | G       | 31 | Will Stevens              | összes   |
| Inter Europol Competition                           | Ligier JS P217 | M       | 34 | René Binder               | összes   |
| Inter Europol Competition                           | Ligier JS P217 | M       | 34 | Matevosz Iszaakjan        | 1-4      |
| Inter Europol Competition                           | Ligier JS P217 | M       | 34 | Jakub Śmiechowski         | összes   |
| BHK Motorsport                                      | Oreca 07       | G       | 35 | Sergio Campana            | összes   |
| BHK Motorsport                                      | Oreca 07       | G       | 35 | Francesco Dracone         | összes   |
| Cool Racing                                         | Oreca 07       | M       | 37 | Antonin Borga             | összes   |
| Cool Racing                                         | Oreca 07       | M       | 37 | Alexandre Coigny          | összes   |
| Cool Racing                                         | Oreca 07       | M       | 37 | Nicolas Lapierre          | összes   |
| Jota Sport                                          | Oreca 07       | G       | 38 | Anthony Davidson          | 2        |
| Jota Sport                                          | Oreca 07       | G       | 38 | Jake Dennis               | 2        |
| Jota Sport                                          | Oreca 07       | G       | 38 | Roberto González          | 2        |
| Graff                                               | Oreca 07       | M       | 39 | James Allen               | összes   |
| Graff                                               | Oreca 07       | M       | 39 | Alexandre Cougnaud        | összes   |
| Graff                                               | Oreca 07       | M       | 39 | Thomas Laurent            | összes   |
| Richard Mille Racing Team                           | Alpine A470    | M       | 50 | Tatiana Calderón          | 1–2, 4–5 |
| Richard Mille Racing Team                           | Alpine A470    | M       | 50 | André Negrão              | 1–2      |
| Richard Mille Racing Team                           | Alpine A470    | M       | 50 | Beitske Visser            | 2–5      |
| Richard Mille Racing Team                           | Alpine A470    | M       | 50 | Sophia Flörsch            | 3–5      |

### LMP3
A kategória összes résztvevője Nissan versenyautóval, VK56DE 5.6L V8-as motorral és Michelin abronccsal teljesítette a szezont.
| Csapat                    | Kasztni            | #  | Versenyzők         | Forduló |
| ------------------------- | ------------------ | -- | ------------------ | ------- |
| United Autosports         | Ligier JS P320     | 2  | Wayne Boyd         | összes  |
| United Autosports         | Ligier JS P320     | 2  | Tom Gamble         | összes  |
| United Autosports         | Ligier JS P320     | 2  | Robert Wheldon     | összes  |
| United Autosports         | Ligier JS P320     | 3  | Andrew Bentley     | összes  |
| United Autosports         | Ligier JS P320     | 3  | Duncan Tappy       | összes  |
| United Autosports         | Ligier JS P320     | 3  | Jim McGuire        | 1–2, 5  |
| DKR Engineering           | Duqueine M30 – D08 | 4  | Laurents Hörr      | összes  |
| DKR Engineering           | Duqueine M30 – D08 | 4  | François Kirmann   | összes  |
| DKR Engineering           | Duqueine M30 – D08 | 4  | Wolfgang Triller   | összes  |
| Graff                     | Duqueine M30 – D08 | 5  | Sébastien Page     | összes  |
| Graff                     | Duqueine M30 – D08 | 5  | Luis Sanjuan       | összes  |
| Graff                     | Duqueine M30 – D08 | 5  | Eric Trouillet     | összes  |
| Graff                     | Ligier JS P320     | 9  | Vincent Capillaire | összes  |
| Graff                     | Ligier JS P320     | 9  | Arnold Robin       | összes  |
| Graff                     | Ligier JS P320     | 9  | Maxime Robin       | összes  |
| Nielsen Racing            | Duqueine M30 – D08 | 7  | Colin Noble        | összes  |
| Nielsen Racing            | Duqueine M30 – D08 | 7  | Anthony Wells      | összes  |
| Nielsen Racing            | Duqueine M30 – D08 | 10 | Charles Crews      | összes  |
| Nielsen Racing            | Duqueine M30 – D08 | 10 | Garett Grist       | összes  |
| Nielsen Racing            | Duqueine M30 – D08 | 10 | Rob Hodes          | összes  |
| Realteam Racing           | Ligier JS P320     | 8  | Esteban Garcia     | összes  |
| Realteam Racing           | Ligier JS P320     | 8  | David Droux        | összes  |
| Eurointernational         | Ligier JS P320     | 11 | Niko Kari          | összes  |
| Eurointernational         | Ligier JS P320     | 11 | Thomas Erdos       | 1–2     |
| Eurointernational         | Ligier JS P320     | 11 | Andreas Laskaratos | 2       |
| Eurointernational         | Ligier JS P320     | 11 | Jacopo Baratto     | 3–5     |
| Eurointernational         | Ligier JS P320     | 11 | Nicolas Maulini    | 3–5     |
| Inter Europol Competition | Ligier JS P320     | 13 | Martin Hippe       | összes  |
| Inter Europol Competition | Ligier JS P320     | 13 | Nigel Moore        | 1–3     |
| Inter Europol Competition | Ligier JS P320     | 13 | Dino Lunardi       | 4–5     |
| RLR MSport                | Ligier JS P320     | 15 | James Dayson       | összes  |
| RLR MSport                | Ligier JS P320     | 15 | Malthe Jakobsen    | összes  |
| RLR MSport                | Ligier JS P320     | 15 | Ryan Harper-Ellam  | 1       |
| RLR MSport                | Ligier JS P320     | 15 | Robert Megennis    | 2–3     |
| RLR MSport                | Ligier JS P320     | 15 | Gustas Grinbergas  | 4       |
| RLR MSport                | Ligier JS P320     | 15 | Lorenzo Veglia     | 5       |
| BHK Motorsport            | Ligier JS P320     | 16 | Lorenzo Veglia     | 1–4     |
| BHK Motorsport            | Ligier JS P320     | 16 | Andrea Fontana     | 1–2     |
| BHK Motorsport            | Ligier JS P320     | 16 | Jacopo Baratto     | 1–2     |
| BHK Motorsport            | Ligier JS P320     | 16 | Gustas Grinbergas  | 3       |
| BHK Motorsport            | Ligier JS P320     | 16 | Nick Adock         | 3       |
| BHK Motorsport            | Ligier JS P320     | 16 | Tom Cloet          | 4–5     |
| BHK Motorsport            | Ligier JS P320     | 16 | Philippe Paillot   | 4       |
| BHK Motorsport            | Ligier JS P320     | 16 | Julius Adomavičius | 5       |
| BHK Motorsport            | Ligier JS P320     | 16 | Alex Fontana       | 5       |

### LMGTE
A kategória összes résztvevője Goodyear abroncsokkal teljesítette a szezont.
| Csapat              | Kasztni                  | Motor                                   | #  | Versenyzők             | Forduló |
| ------------------- | ------------------------ | --------------------------------------- | -- | ---------------------- | ------- |
| AF Corse            | Ferrari 488 GTE Evo      | Ferrari F154CB 3.9 l V8 turbó           | 51 | Steffen Görig          | 1–3, 5  |
| AF Corse            | Ferrari 488 GTE Evo      | Ferrari F154CB 3.9 l V8 turbó           | 51 | Christoph Ulrich       | 1–3, 5  |
| AF Corse            | Ferrari 488 GTE Evo      | Ferrari F154CB 3.9 l V8 turbó           | 51 | Alexander West         | 1–2, 5  |
| AF Corse            | Ferrari 488 GTE Evo      | Ferrari F154CB 3.9 l V8 turbó           | 51 | Daniel Serra           | 3       |
| AF Corse            | Ferrari 488 GTE Evo      | Ferrari F154CB 3.9 l V8 turbó           | 54 | Francesco Castellacci  | 2       |
| AF Corse            | Ferrari 488 GTE Evo      | Ferrari F154CB 3.9 l V8 turbó           | 54 | Thomas Flohr           | 2       |
| AF Corse            | Ferrari 488 GTE Evo      | Ferrari F154CB 3.9 l V8 turbó           | 88 | Emmanuel Collard       | 2, 5    |
| AF Corse            | Ferrari 488 GTE Evo      | Ferrari F154CB 3.9 l V8 turbó           | 88 | François Perrodo       | 2, 5    |
| AF Corse            | Ferrari 488 GTE Evo      | Ferrari F154CB 3.9 l V8 turbó           | 88 | Harrison Newey         | 2       |
| AF Corse            | Ferrari 488 GTE Evo      | Ferrari F154CB 3.9 l V8 turbó           | 88 | Alessio Rovera         | 5       |
| Spirit of Race      | Ferrari 488 GTE Evo      | Ferrari F154CB 3.9 l V8 turbó           | 55 | Duncan Cameron         | összes  |
| Spirit of Race      | Ferrari 488 GTE Evo      | Ferrari F154CB 3.9 l V8 turbó           | 55 | Matt Griffin           | összes  |
| Spirit of Race      | Ferrari 488 GTE Evo      | Ferrari F154CB 3.9 l V8 turbó           | 55 | Aaron Scott            | összes  |
| Iron Lynx           | Ferrari 488 GTE Evo      | Ferrari F154CB 3.9 l V8 turbó           | 60 | Sergio Pianezzola      | összes  |
| Iron Lynx           | Ferrari 488 GTE Evo      | Ferrari F154CB 3.9 l V8 turbó           | 60 | Claudio Schiavoni      | összes  |
| Iron Lynx           | Ferrari 488 GTE Evo      | Ferrari F154CB 3.9 l V8 turbó           | 60 | Andrea Piccini         | 1–3     |
| Iron Lynx           | Ferrari 488 GTE Evo      | Ferrari F154CB 3.9 l V8 turbó           | 60 | Nicklas Nielsen        | 4–5     |
| Iron Lynx           | Ferrari 488 GTE Evo      | Ferrari F154CB 3.9 l V8 turbó           | 83 | Rahel Frey             | összes  |
| Iron Lynx           | Ferrari 488 GTE Evo      | Ferrari F154CB 3.9 l V8 turbó           | 83 | Michelle Gatting       | összes  |
| Iron Lynx           | Ferrari 488 GTE Evo      | Ferrari F154CB 3.9 l V8 turbó           | 83 | Manuela Gostner        | összes  |
| Red River Sport     | Ferrari 488 GTE Evo      | Ferrari F154CB 3.9 l V8 turbó           | 62 | Bonamy Grimes          | 2       |
| Red River Sport     | Ferrari 488 GTE Evo      | Ferrari F154CB 3.9 l V8 turbó           | 62 | Charles Hollings       | 2       |
| Red River Sport     | Ferrari 488 GTE Evo      | Ferrari F154CB 3.9 l V8 turbó           | 62 | Johnny Mowlem          | 2       |
| JMW Motorsport      | Ferrari 488 GTE Evo      | Ferrari F154CB 3.9 l V8 turbó           | 66 | Finlay Hutchison       | összes  |
| JMW Motorsport      | Ferrari 488 GTE Evo      | Ferrari F154CB 3.9 l V8 turbó           | 66 | Hunter Abbott          | 1       |
| JMW Motorsport      | Ferrari 488 GTE Evo      | Ferrari F154CB 3.9 l V8 turbó           | 66 | Jody Fannin            | 1       |
| JMW Motorsport      | Ferrari 488 GTE Evo      | Ferrari F154CB 3.9 l V8 turbó           | 66 | Gunnar Jeannette       | 2–5     |
| JMW Motorsport      | Ferrari 488 GTE Evo      | Ferrari F154CB 3.9 l V8 turbó           | 66 | Rodrigo Sales          | 2–5     |
| Kessel Racing       | Ferrari 488 GTE Evo      | Ferrari F154CB 3.9 l V8 turbó           | 74 | Michael Broniszewski   | összes  |
| Kessel Racing       | Ferrari 488 GTE Evo      | Ferrari F154CB 3.9 l V8 turbó           | 74 | David Perel            | összes  |
| Kessel Racing       | Ferrari 488 GTE Evo      | Ferrari F154CB 3.9 l V8 turbó           | 74 | Nicola Cadei           | 1, 4–5  |
| Kessel Racing       | Ferrari 488 GTE Evo      | Ferrari F154CB 3.9 l V8 turbó           | 74 | Marcos Gomes           | 2–3     |
| Proton Competition  | Porsche 911 RSR          | Porsche 4.0 l, szívó, hathengeres boxer | 77 | Michele Beretta        | összes  |
| Proton Competition  | Porsche 911 RSR          | Porsche 4.0 l, szívó, hathengeres boxer | 77 | Alessio Picariello     | összes  |
| Proton Competition  | Porsche 911 RSR          | Porsche 4.0 l, szívó, hathengeres boxer | 77 | Christian Ried         | összes  |
| Proton Competition  | Porsche 911 RSR          | Porsche 4.0 l, szívó, hathengeres boxer | 93 | Michael Fassbender     | összes  |
| Proton Competition  | Porsche 911 RSR          | Porsche 4.0 l, szívó, hathengeres boxer | 93 | Felipe Fernandez Laser | összes  |
| Proton Competition  | Porsche 911 RSR          | Porsche 4.0 l, szívó, hathengeres boxer | 93 | Richard Lietz          | összes  |
| Gulf Racing UK      | Porsche 911 RSR          | Porsche 4.0 l, szívó, hathengeres boxer | 86 | Ben Barker             | 5       |
| Gulf Racing UK      | Porsche 911 RSR          | Porsche 4.0 l, szívó, hathengeres boxer | 86 | Michael Wainwright     | 5       |
| Gulf Racing UK      | Porsche 911 RSR          | Porsche 4.0 l, szívó, hathengeres boxer | 86 | Andrew Watson          | 5       |
| Aston Martin Racing | Aston Martin Vantage AMR | Aston Martin 4.0 L V8 turbó             | 98 | Paul Dalla Lana        | 1–2     |
| Aston Martin Racing | Aston Martin Vantage AMR | Aston Martin 4.0 L V8 turbó             | 98 | Mathias Lauda          | 1–2     |
| Aston Martin Racing | Aston Martin Vantage AMR | Aston Martin 4.0 L V8 turbó             | 98 | Ross Gunn              | 1       |
| Aston Martin Racing | Aston Martin Vantage AMR | Aston Martin 4.0 L V8 turbó             | 98 | Augusto Farfus         | 2       |

## Eredmények

### Összefoglaló

#### LMP2
| Verseny | Helyszín                      | Pole-pozíció                          | Leggyorsabb kör                            | Győztes                                    | Listavezető           | Előny |
| ------- | ----------------------------- | ------------------------------------- | ------------------------------------------ | ------------------------------------------ | --------------------- | ----- |
| 1       | Circuit Paul Ricard           | #22 United Autosports                 | #26 G-Drive Racing                         | #32 United Autosports                      | #32 United Autosports | 6     |
| 1       | Circuit Paul Ricard           | Filipe Albuquerque Philip Hanson      | Mikkel Jensen Roman Ruszinov Nyck de Vries | Alex Brundle Will Owen Job van Uitert      | #32 United Autosports | 6     |
| 2       | Circuit de Spa-Francorchamps  | #22 United Autosports                 | #22 United Autosports                      | #22 United Autosports                      | #22 United Autosports | 7     |
| 2       | Circuit de Spa-Francorchamps  | Filipe Albuquerque Philip Hanson      | Filipe Albuquerque Philip Hanson           | Filipe Albuquerque Philip Hanson           | #22 United Autosports | 7     |
| 3       | Circuit Paul Ricard           | #22 United Autosports                 | #32 United Autosports                      | #22 United Autosports                      | #22 United Autosports | 29    |
| 3       | Circuit Paul Ricard           | Filipe Albuquerque Philip Hanson      | Alex Brundle Will Owen Job van Uitert      | Filipe Albuquerque Philip Hanson           | #22 United Autosports | 29    |
| 4       | Autodromo Nazionale di Monza  | #22 United Autosports                 | #26 G-Drive Racing                         | #22 United Autosports                      | #22 United Autosports | 37    |
| 4       | Autodromo Nazionale di Monza  | Filipe Albuquerque Philip Hanson      | Mikkel Jensen Roman Ruszinov Nyck de Vries | Filipe Albuquerque Philip Hanson           | #22 United Autosports | 37    |
| 5       | Algarve International Circuit | #32 United Autosports                 | #26 G-Drive Racing                         | #26 G-Drive Racing                         | #22 United Autosports | 39    |
| 5       | Algarve International Circuit | Alex Brundle Will Owen Job van Uitert | Mikkel Jensen Roman Ruszinov Nyck de Vries | Mikkel Jensen Roman Ruszinov Nyck de Vries | #22 United Autosports | 39    |

#### LMP3
| Verseny | Helyszín                      | Pole-pozíció                         | Leggyorsabb kör                      | Győztes                                          | Listavezető          | Előny |
| ------- | ----------------------------- | ------------------------------------ | ------------------------------------ | ------------------------------------------------ | -------------------- | ----- |
| 1       | Circuit Paul Ricard           | #2 United Autosports                 | #2 United Autosports                 | #2 United Autosports                             | #2 United Autosports | 8     |
| 1       | Circuit Paul Ricard           | Wayne Boyd Tom Gamble Robert Wheldon | Wayne Boyd Tom Gamble Robert Wheldon | Wayne Boyd Tom Gamble Robert Wheldon             | #2 United Autosports | 8     |
| 2       | Circuit de Spa-Francorchamps  | #2 United Autosports                 | #2 United Autosports                 | #2 United Autosports                             | #2 United Autosports | 7     |
| 2       | Circuit de Spa-Francorchamps  | Wayne Boyd Tom Gamble Robert Wheldon | Wayne Boyd Tom Gamble Robert Wheldon | Wayne Boyd Tom Gamble Robert Wheldon             | #2 United Autosports | 7     |
| 3       | Circuit Paul Ricard           | #8 Realteam Racing                   | #8 Realteam Racing                   | #8 Realteam Racing                               | #2 United Autosports | 14    |
| 3       | Circuit Paul Ricard           | Esteban Garcia David Droux           | Esteban Garcia David Droux           | Esteban Garcia David Droux                       | #2 United Autosports | 14    |
| 4       | Autodromo Nazionale di Monza  | #22 United Autosports                | #8 Realteam Racing                   | #13 Inter Europol Competition                    | #2 United Autosports | 10    |
| 4       | Autodromo Nazionale di Monza  | Filipe Albuquerque Philip Hanson     | Esteban Garcia David Droux           | René Binder Matevosz Iszaakjan Jakub Śmiechowski | #2 United Autosports | 10    |
| 5       | Algarve International Circuit | #2 United Autosports                 | #2 United Autosports                 | #2 United Autosports                             | #2 United Autosports | 21    |
| 5       | Algarve International Circuit | Wayne Boyd Tom Gamble Robert Wheldon | Wayne Boyd Tom Gamble Robert Wheldon | Wayne Boyd Tom Gamble Robert Wheldon             | #2 United Autosports | 21    |

#### LMGTE
| Verseny | Helyszín                      | Pole-pozíció                                            | Leggyorsabb kör                                         | Győztes                                           | Listavezető            | Előny |
| ------- | ----------------------------- | ------------------------------------------------------- | ------------------------------------------------------- | ------------------------------------------------- | ---------------------- | ----- |
| 1       | Circuit Paul Ricard           | #74 Kessel Racing                                       | #60 Iron Lynx                                           | #77 Proton Competition                            | #77 Proton Competition | 6     |
| 1       | Circuit Paul Ricard           | Michael Broniszewski David Perel Nicola Cadei           | Sergio Pianezzola Claudio Schiavoni Andrea Piccini      | Michele Beretta Alessio Picariello Christian Ried | #77 Proton Competition | 6     |
| 2       | Circuit de Spa-Francorchamps  | #93 Proton Competition                                  | #93 Proton Competition                                  | #74 Kessel Racing                                 | #74 Kessel Racing      | 7     |
| 2       | Circuit de Spa-Francorchamps  | Michael Fassbender Felipe Fernandez Laser Richard Lietz | Michael Fassbender Felipe Fernandez Laser Richard Lietz | Michael Broniszewski David Perel Marcos Gomes     | #74 Kessel Racing      | 7     |
| 3       | Circuit Paul Ricard           | #77 Proton Competition                                  | #77 Proton Competition                                  | #55 Spirit of Race                                | #74 Kessel Racing      | 0     |
| 3       | Circuit Paul Ricard           | Michele Beretta Alessio Picariello Christian Ried       | Michele Beretta Alessio Picariello Christian Ried       | Duncan Cameron Matt Griffin Aaron Scott           | #74 Kessel Racing      | 0     |
| 4       | Autodromo Nazionale di Monza  | #60 Iron Lynx                                           | #77 Proton Competition                                  | #74 Kessel Racing                                 | #74 Kessel Racing      | 7     |
| 4       | Autodromo Nazionale di Monza  | Sergio Pianezzola Claudio Schiavoni Nicklas Nielsen     | Michele Beretta Alessio Picariello Christian Ried       | Michael Broniszewski David Perel Nicola Cadei     | #74 Kessel Racing      | 7     |
| 5       | Algarve International Circuit | #60 Iron Lynx                                           | #83 Iron Lynx                                           | #77 Proton Competition                            | #77 Proton Competition | 0     |
| 5       | Algarve International Circuit | Sergio Pianezzola Claudio Schiavoni Nicklas Nielsen     | Rahel Frey Michelle Gatting Manuela Gostner             | Michele Beretta Alessio Picariello Christian Ried | #77 Proton Competition | 0     |

### Csapatok
Pontrendszer
| Pozíció | 1. | 2. | 3. | 4. | 5. | 6. | 7. | 8. | 9. | 10. | További | Pole |
| ------- | -- | -- | -- | -- | -- | -- | -- | -- | -- | --- | ------- | ---- |
| Pont    | 25 | 18 | 15 | 12 | 10 | 8  | 6  | 4  | 2  | 1   | 0,5     | 1    |

#### LMP2
(Félkövér: pole-pozíció, dőlt: leggyorsabb kör, a színkódokról részletes információ itt található)
| Helyezés                                             | Csapat                        | Autó           | RIC | SPA | LEC | MNZ | POR | Pont |
| ---------------------------------------------------- | ----------------------------- | -------------- | --- | --- | --- | --- | --- | ---- |
| 1.                                                   | #22 United Autosports         | Oreca 07       | 3   | 1   | 1   | 1   | 3   | 109  |
| 2.                                                   | #32 United Autosports         | Oreca 07       | 1   | 5   | 8   | 2   | 5   | 70   |
| 3.                                                   | #26 G-Drive Racing            | Aurus 01       | 2   | Ki  | 2   | Ki  | 1   | 61   |
| 4.                                                   | #31 Panis Racing              | Oreca 07       | Ki  | 3   | 4   | 5   | 5   | 47   |
| 5.                                                   | #39 Graff                     | Oreca 07       | 9   | 2   | 3   | 9   | 7   | 43   |
| 6.                                                   | #30 Duqueine Team             | Oreca 07       | Ki  | 4   | 9   | 7   | 2   | 38   |
| 7.                                                   | #37 Cool Racing               | Oreca 07       | 4   | 10  | 12  | 4   | 9   | 28,5 |
| 8.                                                   | #20 High Class Racing         | Oreca 07       | Ki  | 13  | 13  | 3   | 6   | 24   |
| 9.                                                   | #28 IDEC Sport                | Oreca 07       | Ki  | 7   | 7   | 6   | 10  | 21   |
| 10.                                                  | #50 Richard Mille Racing Team | Alpine A470    | 5   | 6   | 11  | 10  | 11  | 20   |
| 11.                                                  | #25 Algarve Pro Racing        | Oreca 07       | 10  | 9   | 5   | 11  | 8   | 19,5 |
| 12.                                                  | #34 Inter Europol Competition | Ligier JS P217 | 7   | 11  | 6   | 12  | Ki  | 15,5 |
| 13.                                                  | #24 Algarve Pro Racing        | Oreca 07       | 6   | 12  | Ki  | 8   | 12  | 13   |
| 14.                                                  | #21 DragonSpeed               | Oreca 07       | 8   | 14  | 10  |     |     | 5,5  |
| 15.                                                  | #35 BHK Motorsport            | Oreca 07       | Ki  | Ki  | 14  | 13  | 13  | 1,5  |
|                                                      | #27 DragonSpeed               | Oreca 07       |     |     |     | Kiz |     | 0    |
| Indulók, amelyek nem voltak jogosultak pontszerzésre |                               |                |     |     |     |     |     |      |
| –                                                    | #38 Jota Sport                | Oreca 07       |     | 8   |     |     |     | –    |
| Helyezés                                             | Csapat                        | Autó           | RIC | SPA | LEC | MNZ | POR | Pont |

#### LMP3
| Helyezés | Csapat                        | Autó               | RIC | SPA | LEC | MNZ | POR | Pont |
| -------- | ----------------------------- | ------------------ | --- | --- | --- | --- | --- | ---- |
| 1.       | #2 United Autosports          | Ligier JS P320     | 1   | 1   | Ki  | 3   | 1   | 94   |
| 2.       | #13 Inter Europol Competition | Ligier JS P320     | 2   | Ki  | 3   | 1   | 3   | 73   |
| 3.       | #8 Realteam Racing            | Ligier JS P320     | 4   | Ki  | 1   | 4   | 2   | 68   |
| 4.       | #11 Eurointernational         | Ligier JS P320     | 6   | 3   | 7   | 2   | 6   | 55   |
| 5.       | #3 United Autosports          | Ligier JS P320     | 7   | 5   | 2   | 11  | 4   | 46,5 |
| 6.       | #9 Graff                      | Ligier JS P320     | 5   | 4   | 8   | 5   | 7   | 42   |
| 7.       | #15 RLR MSport                | Ligier JS P320     | 3   | 7   | 4   | 9   | Ki  | 35   |
| 8.       | #10 Nielsen Racing            | Duqueine M30 – D08 | 8   | Ki  | 5   | 6   | 5   | 32   |
| 9.       | #4 DKR Engineering            | Duqueine M30 – D08 | 10  | 6   | 6   | 7   | 10  | 24   |
| 10.      | #7 Nielsen Racing             | Duqueine M30 – D08 | Ki  | 2   | Ki  | 8   | 11  | 22,5 |
| 11.      | #16 BHK Motorsport            | Ligier JS P320     | 9   | 9   | 10  | 10  | 8   | 10   |
| 12       | #5 Graff                      | Duqueine M30 – D08 | 11  | 8   | 9   | 12  | 9   | 9    |
| Helyezés | Csapat                        | Autó               | RIC | SPA | LEC | MNZ | POR | Pont |

#### LMGTE
| Helyezés                                             | Csapat                  | Autó                     | RIC | SPA | LEC | MNZ | POR | Pont |
| ---------------------------------------------------- | ----------------------- | ------------------------ | --- | --- | --- | --- | --- | ---- |
| 1.                                                   | #77 Proton Competition  | Porsche 911 RSR          | 1   | 6   | 2   | 2   | 1   | 99   |
| 2.                                                   | #74 Kessel Racing       | Ferrari 488 GTE Evo      | 2   | 1   | 4   | 1   | 2   | 99   |
| 3.                                                   | #55 Spirit of Race      | Ferrari 488 GTE Evo      | Ki  | 5   | 1   | 4   | 5   | 62   |
| 4.                                                   | #83 Iron Lynx           | Ferrari 488 GTE Evo      | 3   | 8   | 3   | 3   | 6   | 61   |
| 5.                                                   | #93 Proton Competition  | Porsche 911 RSR          | 7   | 4   | Ni  | 5   | 4   | 47   |
| 6.                                                   | #66 JMW Motorsport      | Ferrari 488 GTE Evo      | 4   | 9   | 7   | 6   | 7   | 36   |
| 7.                                                   | #60 Iron Lynx           | Ferrari 488 GTE Evo      | 6   | Ki  | 5   | Ki  | 3   | 35   |
| 8.                                                   | #51 AF Corse            | Ferrari 488 GTE Evo      | 5   | 7   | 6   |     | Ki  | 28   |
| Indulók, amelyek nem voltak jogosultak pontszerzésre |                         |                          |     |     |     |     |     |      |
| –                                                    | #88 AF Corse            | Ferrari 488 GTE Evo      |     | 2   |     |     | 8   | –    |
| –                                                    | #98 Aston Martin Racing | Aston Martin Vantage AMR | Ki  | 3   |     |     |     | –    |
| –                                                    | #54 AF Corse            | Ferrari 488 GTE Evo      |     | Ki  |     |     |     | –    |
| –                                                    | Gulf Racing UK          | Porsche 911 RSR          |     |     |     |     | Ki  | –    |
| –                                                    | #62 Red River Sport     | Ferrari 488 GTE Evo      |     | Ni  |     |     |     | –    |
| Helyezés                                             | Csapat                  | Autó                     | RIC | SPA | LEC | MNZ | POR | Pont |

## Külső hivatkozások
- Az európai Le Mans-széria hivatalos weboldala